# OTT Airlines
OTT Airlines (кит. трад. 一二三航空公司, пиньинь Yī'èrsān Hángkōng Gōngsī) — бывшая китайская авиакомпания, базировавшаяся в шанхайском международном аэропорту Хунцяо. Основана как дочерняя компания China Eastern Airlines в феврале 2020 года, начала выполнение полётов в декабре того же года. Эксплуатировала самолёты типов Comac C909 и Embraer Legacy 650. В сентябре 2024 года прекратила деятельность в результате слияния с материнской компанией.

## Название
Полное название компании — One Two Three Airlines. Оно отсылает к трём принципам даосизма китайского философа Лао-цзы.

## История
26 февраля 2020 года китайская авиакомпания China Eastern Airlines запустила дочернюю компанию OTT Airlines, эксплуатирующую бизнес-джеты и авиалайнеры отечественного производства. Объявлено, что она будет специализироваться на пассажирских перевозках в дельте реки Янцзы и близлежащих регионах. Первоначально планировалось, что в 2022 году она станет первым авиаперевозчиком, получившим в парк воздушных судов самолёт Comac C919.
В июне 2020 года OTT Airlines приняла первые три самолёта Comac C909. В декабре 2020 года Администрация гражданской авиации Китая объявила, что было завершено предварительное рассмотрение заявки авиакомпании на получение сертификата эксплуатанта.
28 декабря 2020 года авиакомпания выполнила свой первый рейс из шанхайского международного аэропорта Хунцяо в международный аэропорт Шоуду в Пекине. Тогда в планы входило открытие маршрутов в Наньчан, Хэфэй и Вэньчжоу в первые три месяца 2021 года.
31 августа 2024 года авиакомпания China Eastern Airlines объявила о поглощении OTT Airlines и интеграции её в состав материнской магистральной авиакомпании. Слияние завершилось 22 сентября 2024 года, ознаменовав собой ликвидацию OTT Airlines.

## Корпоративные данные
OTT Airlines была дочерней компанией China Eastern Airlines. Её штаб-квартира находилась в Шанхае. На протяжении всего своего существования авиакомпания была стабильно убыточной. В 2023 году чистая прибыль составила -584 миллиона юаней (-82,5 миллиона долларов США).

## Флот
OTT Airlines эксплуатировала в основном самолёты Comac ARJ21 китайского производства. На момент начала деятельности в её авиапарке находилось три воздушных судна этого типа, в 2021 году было поставлено ещё шесть. В период с 2021 по 2025 год планировалось поставить в общей сложности 35 самолётов ARJ21.
| Тип                | Кол-во | Заказ | Мест | Мест  | Прим. |
| Тип                | Кол-во | Заказ | E    | Всего | Прим. |
| ------------------ | ------ | ----- | ---- | ----- | ----- |
| Comac C909         | 24     | 11    | 90   | 90    |       |
| Embraer Legacy 650 | 2      | —     | VIP  | VIP   |       |
| Всего              | 26     | 11    |      |       |       |